# Трюштерсайм
Трюштерсайм (фр. Truchtersheim) — коммуна на северо-востоке Франции в регионе Гранд-Эст (бывший Эльзас — Шампань — Арденны — Лотарингия), департамент Нижний Рейн, округ Саверн, кантон Буксвиллер. До марта 2015 коммуна являлась административным центром одноимённого упразднённого кантона и входила в состав упразднённого округа Страсбур-Кампань. В результате административной реформы с 1 января 2016 года объединена с коммуной Пфеттисайм в единую коммуну.
Площадь коммуны — 14,76 км², население — 2748 человек (2006) с выраженной тенденцией к росту: 3049 человек (2013), плотность населения — 261,0 чел/км².

## Население
Население коммуны в 2011 году составляло 2985 человек, в 2012 году — 2953 человека, а в 2013-м — 3049 человек.
| 1962 | 1968 | 1975 | 1982 | 1990 | 1999 | 2006 | 2008 | 2011 | 2012 | 2013 |
| ---- | ---- | ---- | ---- | ---- | ---- | ---- | ---- | ---- | ---- | ---- |
| 709  | 745  | 1439 | 1745 | 2024 | 2373 | 2748 | 2863 | 2985 | 2953 | 3049 |

Динамика населения:

## Экономика
В 2010 году из 1952 человек трудоспособного возраста (от 15 до 64 лет) 1490 были экономически активными, 462 — неактивными (показатель активности 76,3 %, в 1999 году — 73,7 %). Из 1490 активных трудоспособных жителей работали 1397 человек (720 мужчин и 677 женщин), 93 числились безработными (44 мужчины и 49 женщин). Среди 462 трудоспособных неактивных граждан 216 были учениками либо студентами, 186 — пенсионерами, а ещё 60 — были неактивны в силу других причин.

## Достопримечательности (фотогалерея)

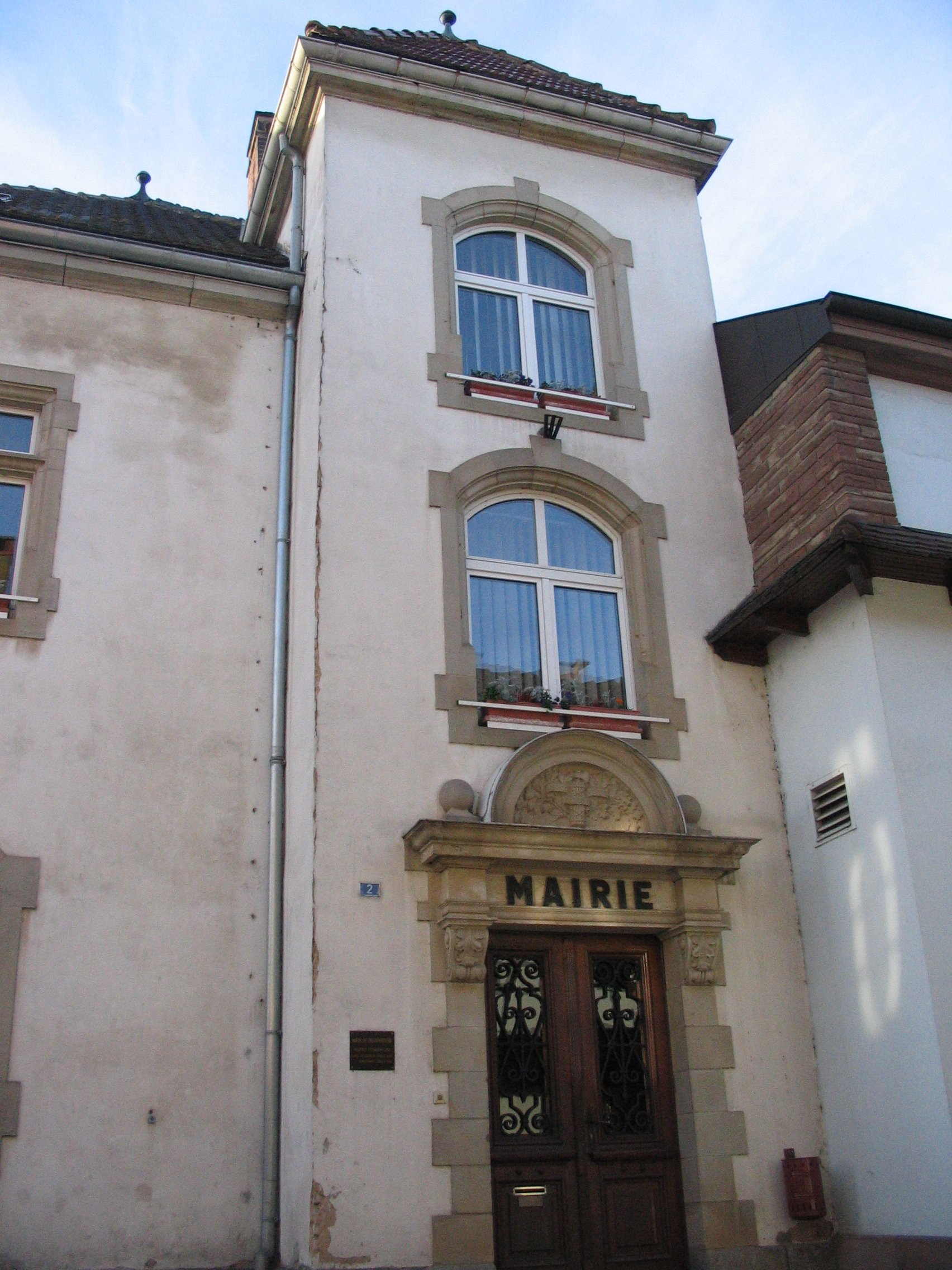
Старое здание мэрии (снесено в 2011 году)
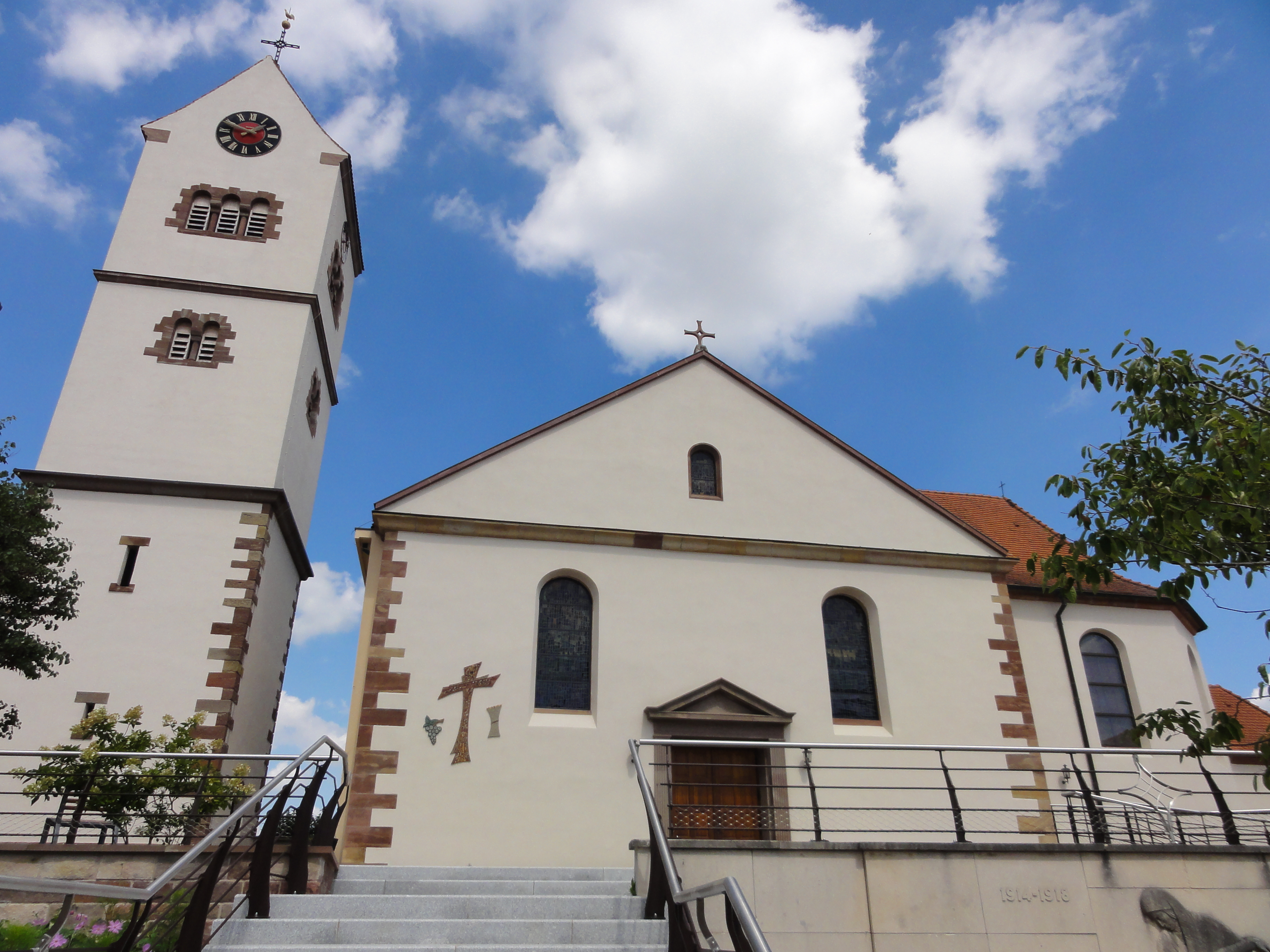
Церковь святых Петра и Павла
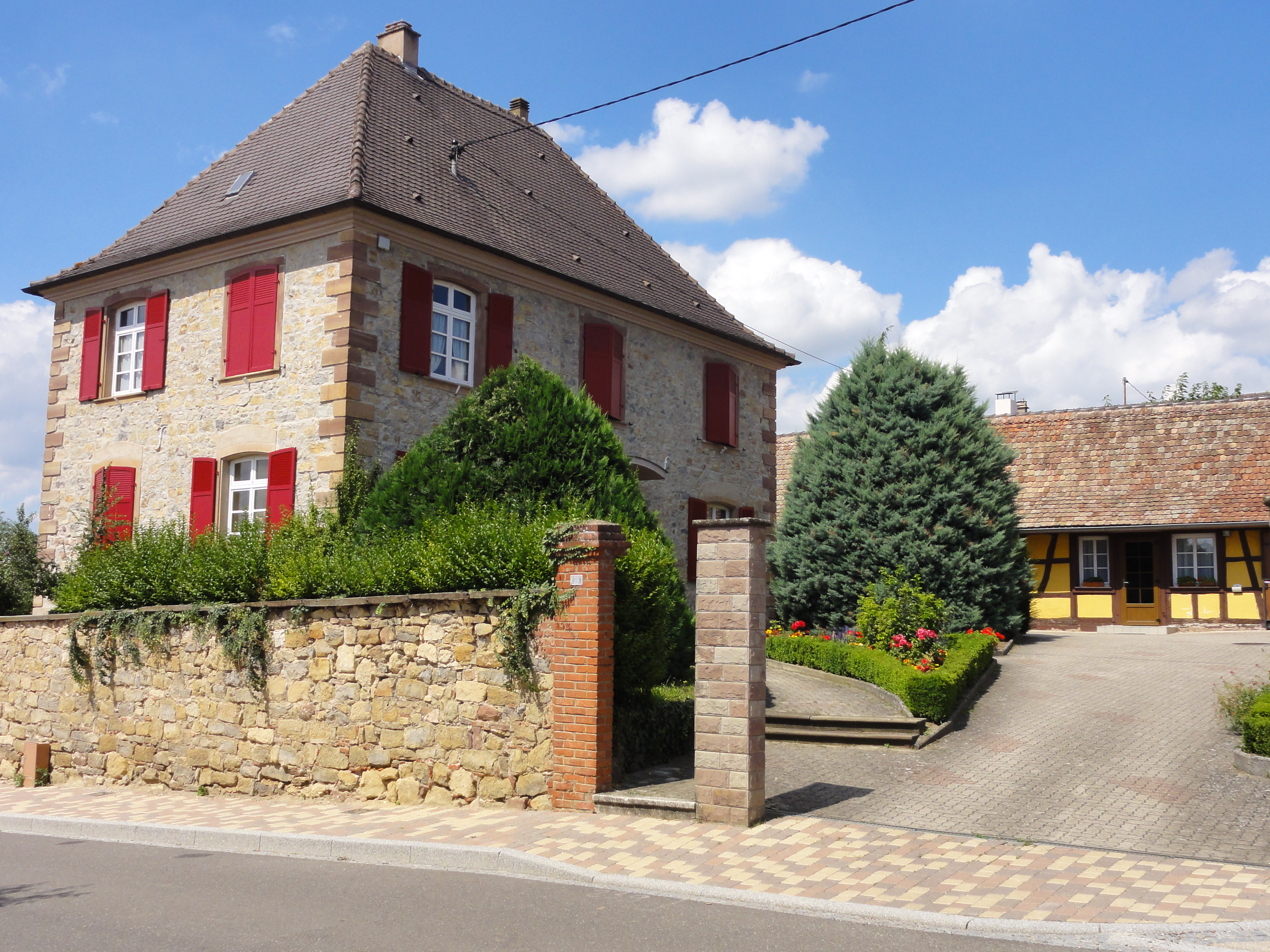
Дом приходского священника
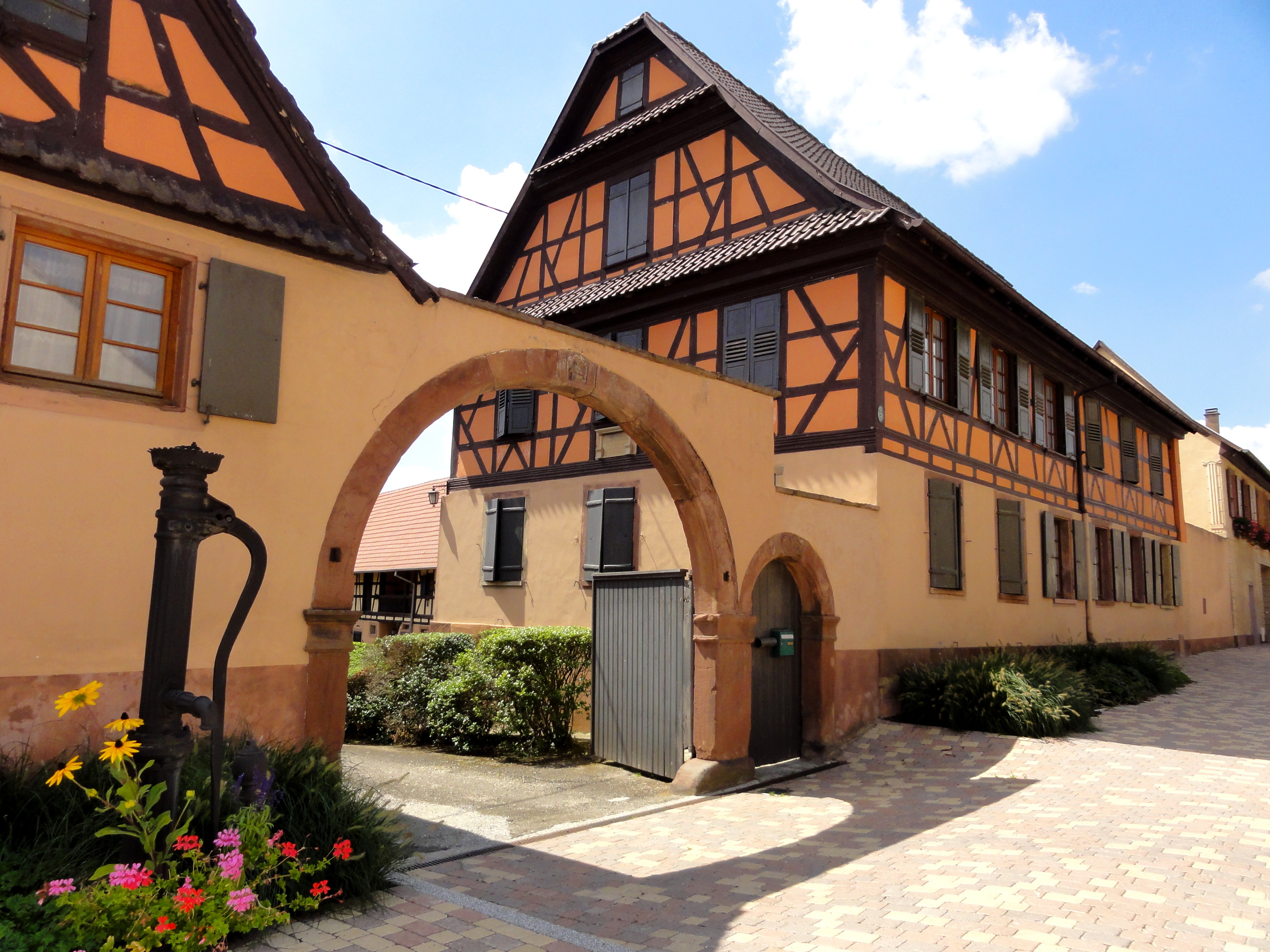
Старое здание
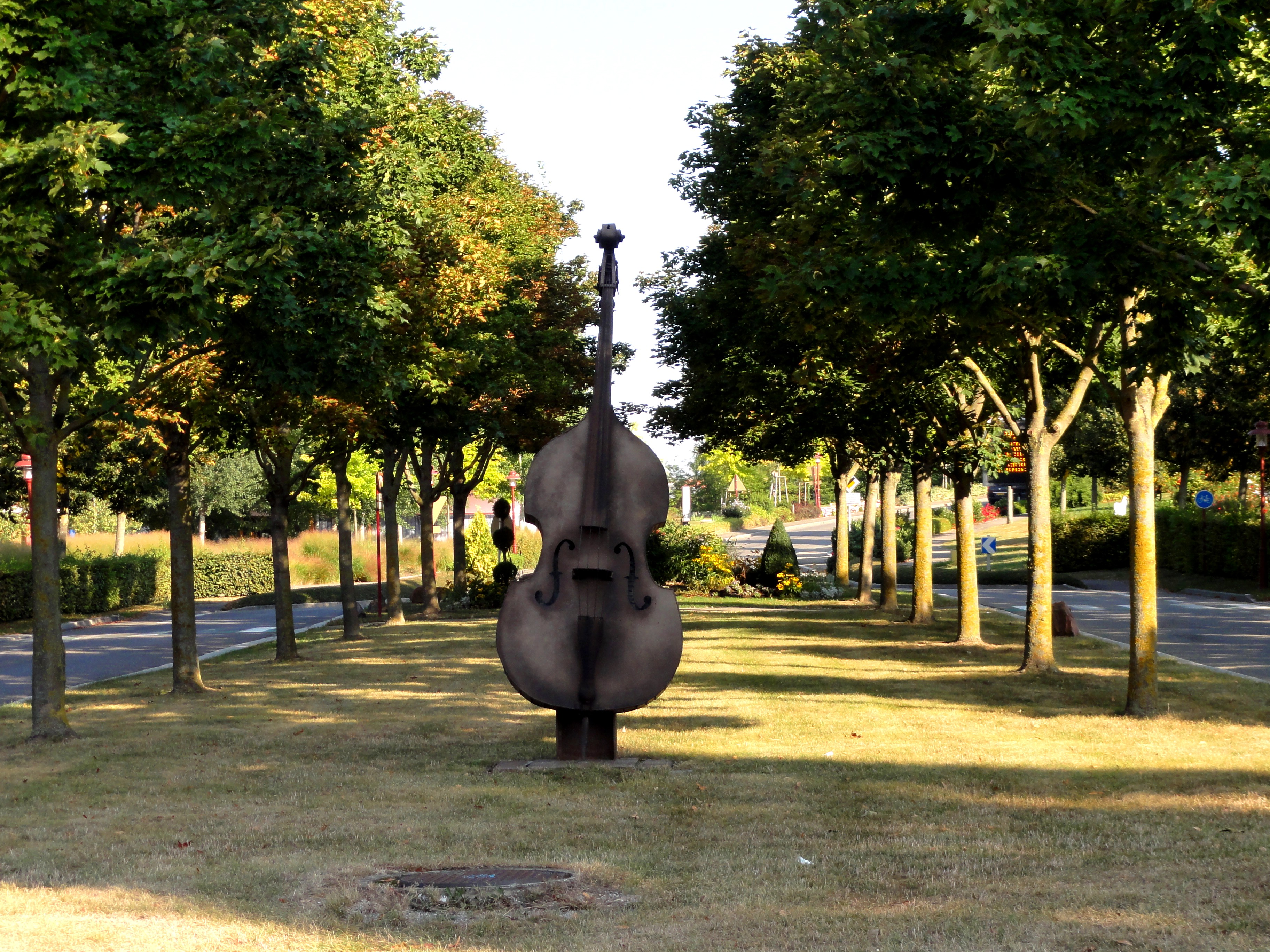
Скульптура на южном въезде в город
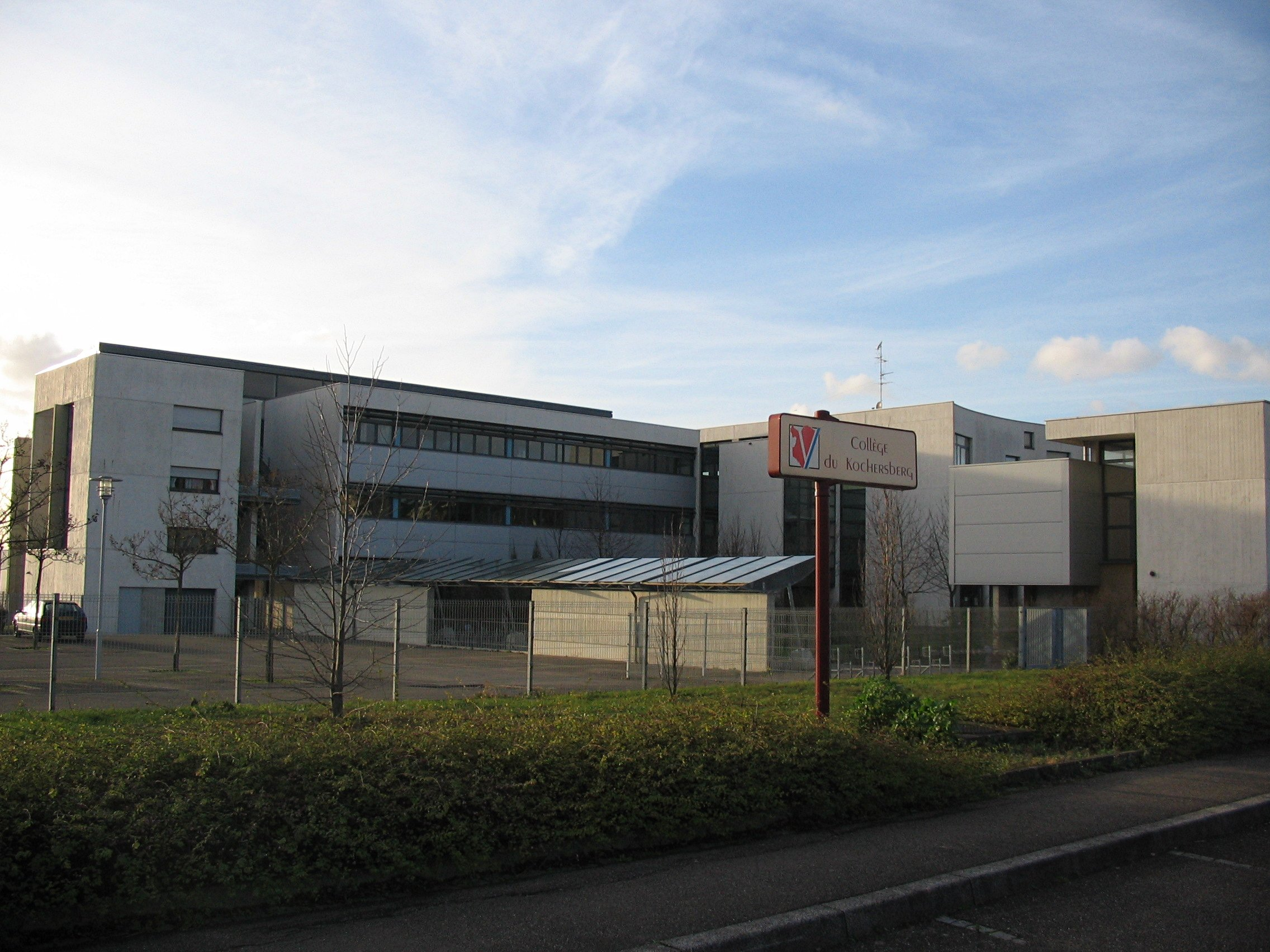
Колледж
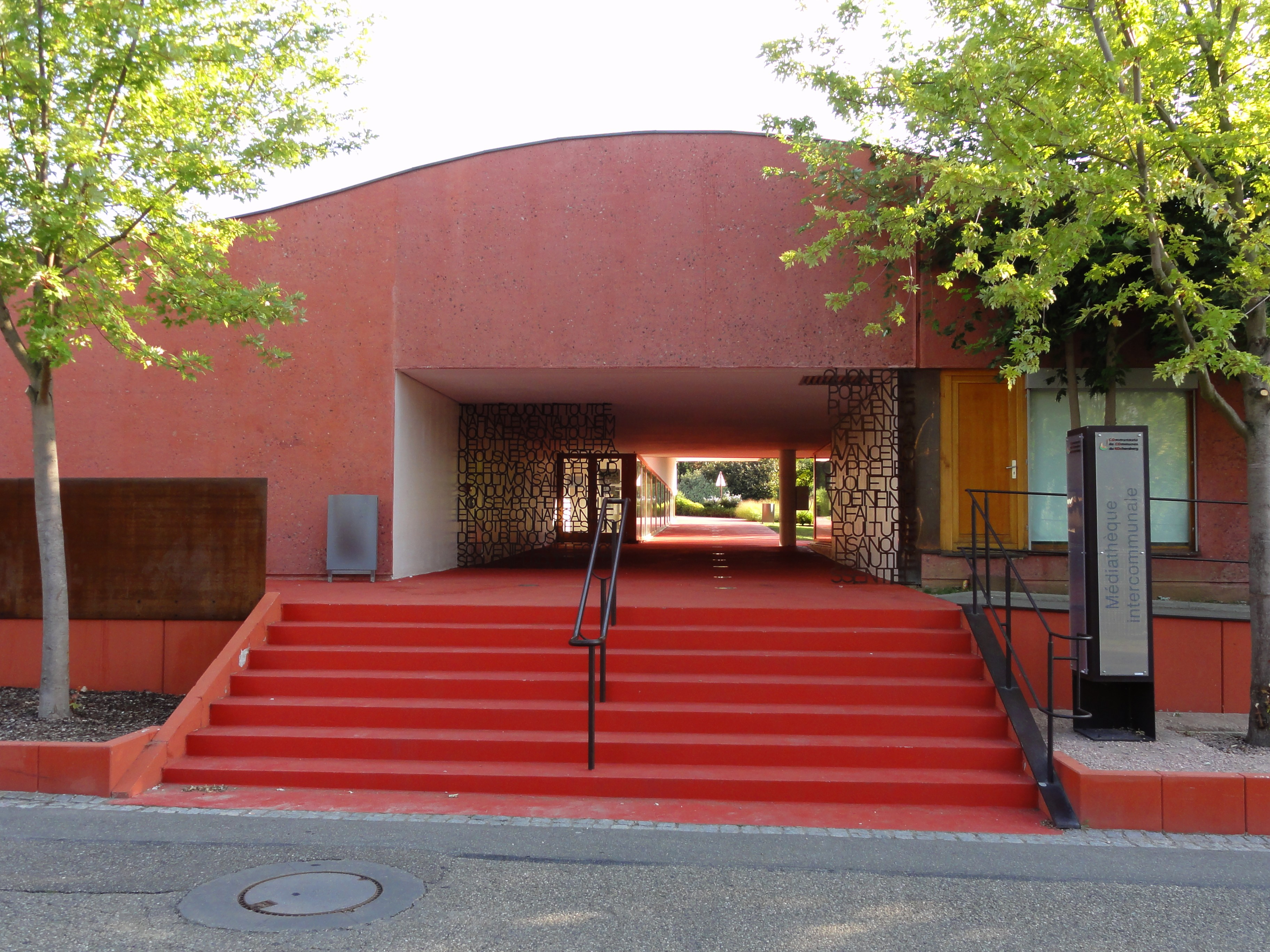
Вход в медиатеку и музыкальную школу
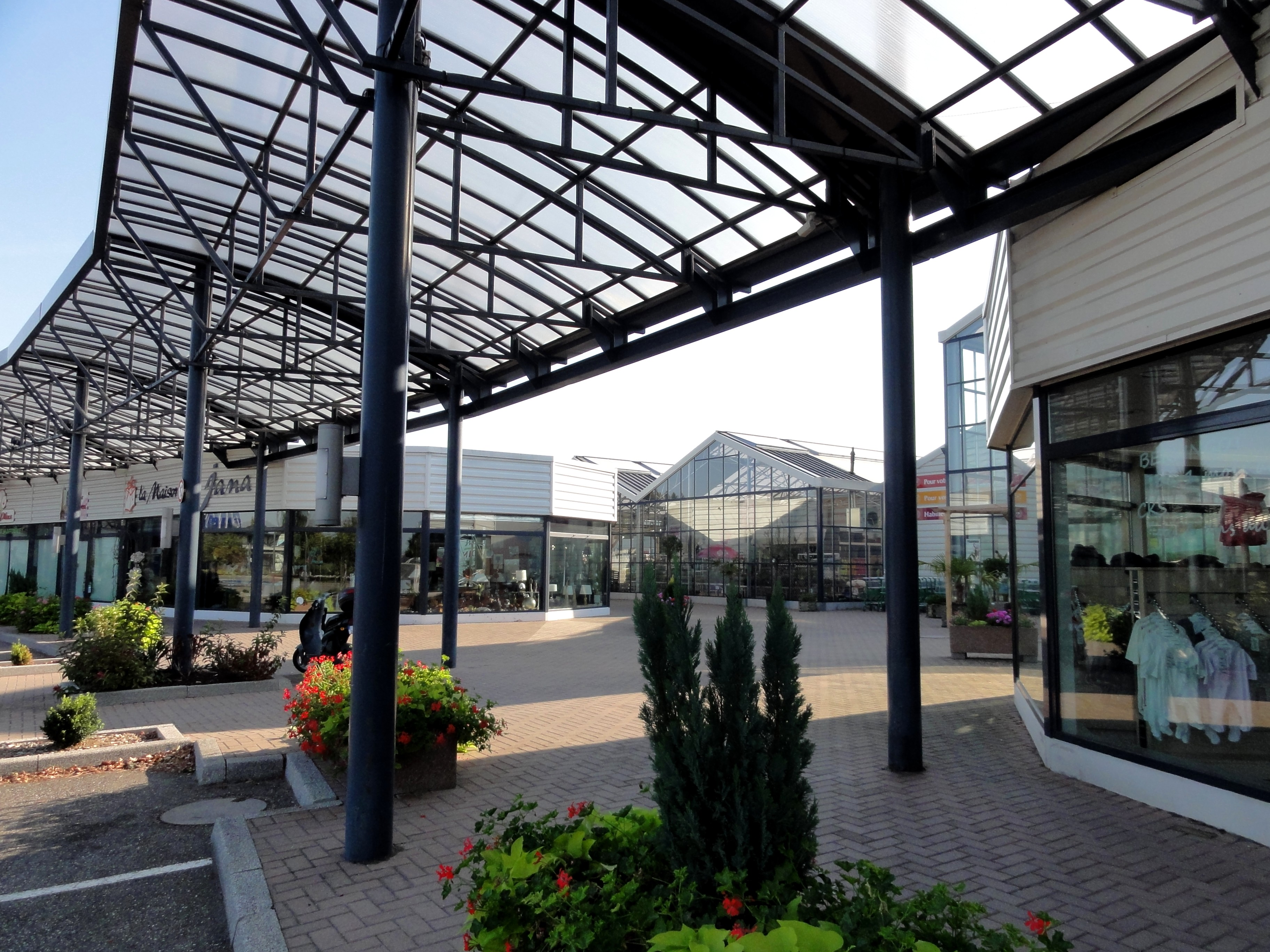
Современный коммерческий центр
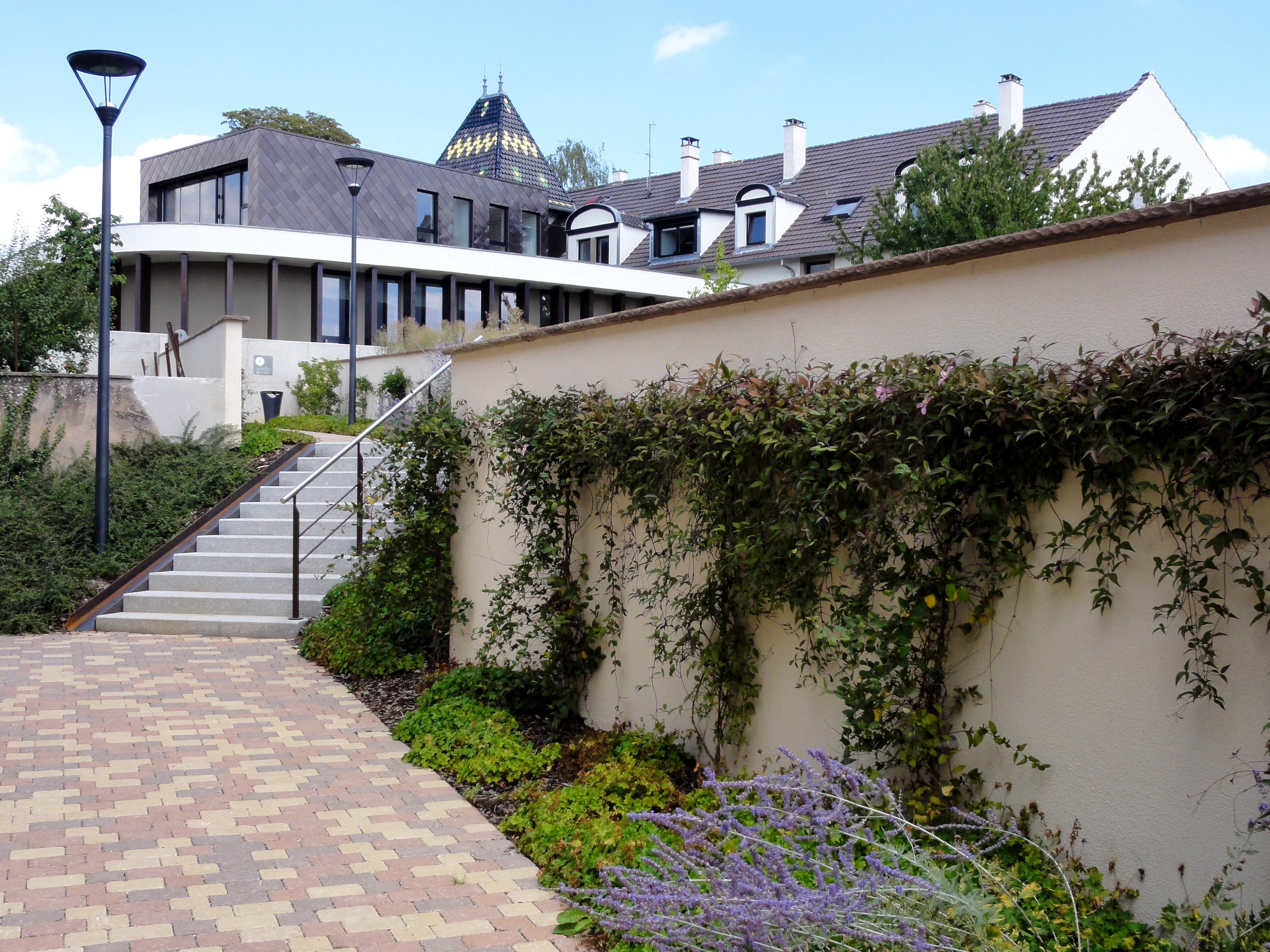
Клевер — дом бытовых услуг